# Meurtre sur un bateau-de-fleurs
Meurtre sur un bateau-de-fleurs est un roman de Robert van Gulik, publié en 1960. Il met en scène le juge Ti et ses aides. 
Il s'agit de la sixième enquête du magistrat selon l'ordre chronologique, mais du troisième roman publié. L'intrigue se déroule dans le district de Han-Yuan, petit mais prospère district proche de la capitale, Tch'ang-ngan en 666.

## Résumé
Arrivé depuis tout juste un mois à Han-yuan, le district où il vient d'être muté, le juge Ti pourrait profiter de la tranquillité de cette petite ville prospère et tranquille. Mais tout lui paraît trop calme. Le tribunal n'a à traiter que des affaires de routine, les citoyens laborieux ne se plaignent de rien ni de personne. Le juge Ti soupçonne que l'on lui cache quelque chose d'important.
À l'occasion d'une réception donnée sur l'un des luxueux bateaux-de-fleurs (traduire lupanar flottant) par les notables de la ville, il a le privilège d'admirer la courtisane Fleur-d'Amandier interpréter une danse exceptionnelle. Peu de temps après, celle-ci est assassinée. Et ce n'est que le début des malheurs. À cela vient s'ajouter l'incompréhensible disparition d'une jeune mariée et de son époux, et tandis que le juge doit s'inquiéter de la santé mentale du conseiller impérial Liang, le spectre d'une terrible société secrète refait surface. Le juge Ti n'est pas au bout de ses peines...
Dans l'intrigue de ce roman, le simple aspect policier est nettement dépassé: Han Yuan compte une importante colonie coréenne et sur fond de trafic d'armes et de tension aux frontières, le juge Ti endosse en quelque sorte le costume d'un James Bond du VIIe siècle[réf. nécessaire].
Ses lieutenants, les ex Chevaliers - des - vertes - forêts (comprendre  bandits de grand chemin repentis ) se distinguent par leur bravoure et leur perspicacité. Leurs enquêtes dans les bas-fonds de la ville sont prétexte à des scènes de gargote et de cabaret à la Falstaff, une savoureuse constante des romans de Van Gulik.

## Personnages
Personnel du Tribunal
- Ti Jen-tsie, magistrat nouvellement nommé à Han-yuan.
- Hong Liang, conseiller du juge et sergent du tribunal.
- Ma Jong et Tsiao Taï, lieutenants du juge.
- Tao Gan, nouveau lieutenant du juge.

Personnalités importantes du district
- Affaire de la courtisane noyée :
  - Han Sei-yu, important propriétaire foncier.
  - Chaton-de-Saule, fille du précédent.
  - Mademoiselle Fleur-d'Amandier, courtisane la plus en vue du district.
  - Mademoiselle Anémone et mademoiselle Fleur-de-Pêcher, courtisanes.
  - Monsieur Wang, maître de la guilde des orfèvres.
  - Monsieur Peng, maître de la guilde des argentiers.
  - Monsieur Sou, maître de la guilde des ciseleurs de jade.
  - Kang Po, riche marchand de soieries.
  - Kang Tchong, frère du précédent.

- Affaire de la jeune mariée disparue :
  - Tchang Wen-tchang, docteur en littérature.
  - Tchang Hou-piao, fils du précédent, candidat aux examens littéraires.
  - Liou Fei-po, riche marchand de la capitale.
  - Fée-de-la-Lune, fille du précédent.
  - Mao Yuan, charpentier.
  - Mao Lou, neveu du précédent.

- Affaire du conseiller impérial prodigue:
  - Liang Meng-kouang, conseiller impérial à la retraite.
  - Liang Fen, neveu et secrétaire du précédent.
  - Wan Yi-fan, agent d'affaire.

Autres personnages
- Meng Ki, grand inquisiteur impérial.
- L'assistant de Meng Ki.

## Commentaires
Dans ce roman, l'auteur rend compte de la position difficile occupée par le fonctionnaire impérial dans sa fonction de juge de district.  Échelon le plus bas de la machine administrative, le juge est quasiment tout-puissant sur le territoire de son district, mais il tire son autorité de sa fonction et de ce qu'il représente, et non de sa personne. Lorsqu'un magistrat commettait une erreur, il devait en subir les conséquences, et se retrouvait de l'autre côté du tribunal. Cela est illustré ici en la personne du redoutable Meng Ki, l'inquisiteur impérial, venu secrètement s'occuper de certaines affaires.